# Medalla Nacional a la Ciencia
La Medalla Nacional a la Ciencia, también llamada la Medalla Presidencial a la Ciencia, es un honor otorgado por el Presidente de los Estados Unidos a individuos en ciencias e ingeniería que han hecho contribuciones importantes para el avance del conocimiento en los campos  de biología, química, ingeniería, matemáticas y ciencias. El comité de Medalla Nacional  a la Ciencia bajo la Fundación Nacional de Ciencias (NSF) es la responsable de recomendar al presidente los candidatos a la medalla. Al 13 de febrero de 2006, la medalla se ha otorgado 425 veces.
- Datos: Q6008348